# Adail Filho
Adail José Figueiredo Pinheiro (Manaus, 16 de fevereiro de 1992), mais conhecido como Adail Filho, é um empresário e político brasileiro filiado ao Republicanos. Filho do ex-prefeito de Coari Adail Pinheiro. Atualmente cumpre seu primeiro mandato como deputado federal pelo Amazonas.

## Trejetória política
Em 2 de outubro de 2016, Adail foi eleito prefeito da cidade de Coari. Com 100% das urnas eletrônicas apuradas, ele recebeu 21.360 votos ou 54,97% dos votos válidos, contra 10.218 votos de Raimundo Magalhães (PROS), que obteve 26,30% dos votos.
Em 15 de novembro de 2020, foi reeleito prefeito de Coari. Após o pleito, ele recebeu 22.220 votos ou 59,45% dos votos válidos, contra 8.871 votos de Robson Tiradentes (PSC), que obteve 23,74% dos votos.
Em 18 de novembro de 2020, Adail renunciou ao cargo de prefeito. No documento que foi entregue à Câmara dos Vereadores, ele afirmou que renunciou por motivos de saúde. Apesar do afastamento, ele voltaria ao cargo no dia 1º de janeiro de 2021, para cumprir novo mandato, já que tinha sido reeleito na última eleição municipal. Quem assumiu a prefeitura da cidade foi a presidente da Câmara dos Vereadores, Jeanny Pinheiro, prima de Adail.
Em 18 de dezembro de 2020, o Tribunal Regional Eleitoral do Amazonas (TRE-AM) cassou o registro de candidatura de Adail. Ou seja, ele não poderia exercer o cargo a partir do dia 1º de janeiro. Segundo a corte eleitoral, o ex-prefeito feriu a legislação eleitoral que proíbe que integrantes do mesmo núcleo familiar exerçam mandados por mais de duas legislaturas consecutivas. Após a decisão, uma nova eleição foi realizada em 5 de dezembro de 2021, na qual Keitton Pinheiro, seu primo, acabou saindo vitorioso.
Em 2 de outubro de 2022, Adail Filho (Republicanos) foi eleito deputado federal pelo estado do Amazonas. Com todas as urnas totalizadas, ele recebeu 90.028 votos ou 4,52% dos votos válidos, sendo o sétimo candidato com maior número de votos do Amazonas.

### Desempenho em eleições
| Ano  | Eleição              | Partido      | Candidato a      | Votos  | %     | Resultado | Observações        | Ref.   |
| ---- | -------------------- | ------------ | ---------------- | ------ | ----- | --------- | ------------------ | ------ |
| 2016 | Municipal em Coari   | PP           | Prefeito         | 21.360 | 54,97 | Eleito    | Eleito em 1º lugar | [ 4 ]  |
| 2020 | Municipal em Coari   | PP           | Prefeito         | 22.220 | 59,45 | Eleito    | Eleito em 1º lugar | [ 6 ]  |
| 2022 | Estadual no Amazonas | Republicanos | Deputado federal | 90.028 | 4,52  | Eleito    | Eleito em 7º lugar | [ 11 ] |

## Operação Patrinus
Em 26 de setembro de 2019, Adail Filho foi preso temporariamente após a deflagração da operação "Patrinus". O até então prefeito de Coari foi acusado de desviar mais de 100 milhões de reais, em dois anos. Segundo as investigações, ele pagava fornecedores que não recebiam da prefeitura há anos. Em troca, cobrava dos empresários 30% do valor da dívida. Adail negou as acusações e disse que a prisão temporária é desnecessária porque ele se colocou à disposição das autoridades. Além do ex-prefeito, foram presos o seu primo, Keitton Pinheiro, e o empresário Alexsuel Rodrigues, ambos suspeitos de chefiar os desvios de dinheiro. Adail foi solto em 3 de outubro do mesmo ano.